# Наталія Герману
Наталія Герману (грец. Ναταλία Γερμανού; нар. 22 червня 1965 року) — грецька авторка пісень, телеведуча і журналістка.

## Біографія
Наталія Герману народилась 22 червня 1965 року в Афінах. Її батько — популярний журналіст і письменник, а мати — Ерієтта Мавруді. Протягом 12 років Герману навчалась у школі, мала гарні знання математики. У 16 років Герману оголосила родині, що хотіла б стати актрисою, а батько запропонував зайнятися журналістикою.
Через кілька років Герману закінчила професійну школу журналістики в Афінах, Потім поступила навчатися в Університету Орландо у Флориді. За півтора місяці до запланованого від'їзду до коледжу Герману отримала пропозицію працювати в журналі «Ena», власником якого є Георгос Коскотас, яким керує Павло Бакояніс. Герману погодилася і залишилася в Афінах, де протягом наступних 4 років отримала досвід роботи в журналах «Ena» і «Kai» і газеті «24 Ores».
Наталія Герману вийшла заміж за співака Петроса Імвріоса в жовтні 1998 року. У 2002 році вони розлучилися.

## Творча діяльність
У жовтні 1988 року у 19 років, Герману почала вести радіошоу разом з Прокопісом Дукасом. Через рік, у 1990 році, Герману почала співпрацювати з Ant1 Channel і перенесла своє радіошоу на їхні радіостанції. Вона запустила однойменне музичне шоу на каналі. У 1990 році Герману почала писати тексти пісень, написала тексти для багатьох в грецьких співаків — понад 250 пісень.
Протягом наступних 4 років Герману на шоу продовжувала приймати гостей. Вона почала вести музичне шоу «Мега зірка» на каналі Mega, і продовжувала вести його протягом 10 років. Кілька років потому вона стала директором і радіопродюсером на радіостанції «Сфера 102.2», веде радіошоу і тепер.
Пізніше Наталія була суддею музичних реаліті-шоу. У 2005 році Герману стала співавтором тексту пісні, яка перемогла на конкурсі «Євробачення-2005». У 2007—2008 роках вона була суддею музичного реаліті-шоу «TV Stars Parousiaste» на Alpha TV разом з Іліасом Псінакісом.
Герману вела ранкове шоу на Альфа ТВ і вечірнє шоу щонеділі на тому ж телеканалі.
Початок авторської кар'єри Герману був у 1990 році. Відтоді вона написала тексти до понад 250 пісень для різних виконавців, понад 30 альбомів її пісень стали платиновими, а понад 45 альбомів стали золотими.

#### Радіо
- 1988—1990 — «Клуб Сендвіч» (СКАЙ ФМ)
- 1990—1994 — «Клуб Сендвіч» (АНТ1 FM)
- 1994—1997 — «Синя джинса» (Athina 9.84)
- 1997–тепер — «Наталія Герману» (Сфера FM)

#### Телебачення
- 1990—1992 — «Клуб Сендвіч» (Ant1 TV)
- 1992—2002 — «Мега зірка» (Мега канал)
- 2001—2002 — «День до Пістево» (Мега канал)
- 2002—2003 — «Історія слави 1» (Ant1 TV)
- 2005 — «Фігра!» (Ant1 TV)
- 2006—2007 — «Саунд Мікс Шоу» (Альфа ТВ)
- 2007—2008 — «Rantevou Sta Tifla» (Альфа ТВ)
- 2008—2013 — «Mes Stin Kali Hara» (Альфа ТВ)
- 2009—2012 — «Чарт-шоу: Твій зворотний відлік» (Альфа ТВ)
- 2013—2014 — «I Germanou Ksanarxetai» (Ant1 TV)
- 2014—2015 — «Mi xanomaste» (E Channel)
- 2015—2016 — «Намасте» (E Channel)
- 2016—2018 — «Нарешті вихідні» (E Channel)
- 2018–по теперішній час — «Kalytera de Ginetai» (Альфа ТВ)

### Суддя
- 2005—2006 — «Історія слави 3» (канал Ant1)
- 2005 — «Шоу Мрій 1» (Альфа-канал)
- 2007 — «Шоу Мрій 2» (Альфа-канал)
- 2007—2008 — «Телезірка Парусіаст» (Альфа-канал)
- 2018 — Танці з зірками (канал Ant1) (сезон 6, гостьовий суддя, прямий ефір 6)

Наталія — учасник різних телевізійних шоу протягом багатьох років. Герману також з'явилася в епізоді короткочасного вар'єте-шоу Анни Віссі.